# Стојан Протић
Стојан М. Протић (Крушевац, 16/28. јануар 1857 — Београд, 28. октобар 1923) био је српски државник и публициста. Један је од оснивача Народне радикалне странке у Србији. Више пута је био министар финансија. После Првог светског рата образовао је прву владу Краљевства Срба, Хрвата и Словенаца и био је први њен премијер.
За место лидера Радикалне странке сукобио се са Пашићем, али је изгубио и вођа странке је постао Пашић. Нешто више од годину дана био је управник Народне библиотеке Србије (1900—1901). Издавао је и уређивао часопис „Дело“ и лист „Одјек“ и написао је одговор на аустроугарски ултиматум Србији 1914. године.

## Биографија
Рођен је у Крушевцу, где се његов чукундеда доселио из Дечана. Потиче из угледне варваринске породице која је прешла у Крушевац. Деда по оцу, поп Милија из Варварина је због свог патриотизма страдао од Турака; умро је у страшним мукама набијањем на колац. Отац Милан, иако досељеник из Варварина, као угледан грађанин занатлија, биран је за кмета Крушевачке општине. Студирао је историју и филозофију на Великој школи, где га је запазио професор Стојан Новаковић. Кратко је радио у државној служби, као професор гимназије у Свилајнцу до 1881. године. Прота Миливоје Барјактаревић га је мудро убедио да се посвети новинарском послу. Од тада се посветио новинарству и постао уредник Самоуправе, званичног дневног гласила Народне радикалне странке. Године 1884. је покренуо политички лист "Глас", али власт није дозволила да се појави ни први број под његовим уредништвом. Након укидања опсадног стања, у октобру исте године покренуо је нови политички лист "Одјек". Као уредник заступао је идеју о промени српског устава, преводећи на српски језик модерне европске уставе. Али већ 1885. године је био ухапшен због преступа као одговорни уредник. Провео је десет месеци на робији, у Казнено-поправном заводу у Пожаревцу, одакле је пуштен као помилован, јануара 1886. године.

## Политички живот под Обреновићима
У политички живот је ушао крајем 1887. године, избором за народног посланика из редова радикала. Истовремено је био на функцији секретара Министарства унутрашњих дела у радикалској влади. Када је након само 100 дана расформирана влада, Протић је дао оставку на државну службу и наставио деловање у „Одјеку” (коју није ни напуштао). Краљ Милан је 1888. године покренуо у јавности "уставно питање", уследио је рад на Уставу. Као секретар уставотворног Одбора, Стојан Протић је 1888. године учествовао у састављању Устава из 1888. године. Када је 1889. године абдицирао краљ Милан, створени су услови да се оформи нова и то радикалска влада. Повратио се Стојан у ранији положај - као секретар Министарства унутрашњих дела. Овај пут је напредовао и следеће две године био је Начелник тог министарства. Протић се показао изузетно спремним за послове државне сигурности, захваљујући својој интелигенцији, "гвозденој" вољи и правичности. Његово време у служби обележио је преокрет у српском друштву, сачуван је поредак након револуције и дошло је до слободних политичких избора у једном неповољном времену. Млади краљевић Александар Обреновић се 1891. прогласио пунолетним, и извршио државни удар, Протић је био само пет дана (1. април 1891) Управник града Београда. Након тога, до пада радикалске владе јануара 1894. године он је председник Пореске управе. Са прекидом од три године, док је наставио писање у "Одјеку", Протић је још једном током 1897. године бити на том положају. Као сарадник писао је чланке и у "Делу", користећи поред свог имена и псеудоним "Јанус". И на изборима 1897. године биран је за народног посланика са владине листе.
Током ноћи 25/26. јуна 1899. године ухапшен је опет Протић. Затворен је као "окривљеник" за дело атентата на "раскраља" Милана Обреновића. Протићу је стављено на терет његово "проблематично и увредљиво" писање, пре свега у "Одјеку", које је довело до бројних "штампарских оптужби". Утврђено је током суђења да је он вређао Краља Милана, и клеветао институције и појединце. По пресуди Преког суда 13. септембра 1899. године "због дела атентата и велеиздаје", осуђен је новинар Протић на 20 година затвора. Било је то због наводног учешћа у Ивањданском атентату. Атентатор Ђура Кнежевић, његов брат Стеван и Ранко Тајсић су између 28 осуђених, једини добили смртну казну. Протић је изашао са робије 1900. године, када је помилован од стране младог краља.
Стојан Протић се и даље бавио својим активностима. Биран је Члан Самосталне монополске управе и народни посланик постао је 1901. године. Тек му је предстојао успон, за који се припремао, када буде пропао обреновићки режим.

## Од Мајског преврата
Мајски преврат 1903. године срушио је династију Обреновића и довео до великог заокрета Србије. Било је то време доминације радикала који су под демократски настројеним владарима Карађорђевићима показали своје могућности. Пред ослободилачке ратове Србије државу су уређивали и припремали, као елитна "кумовска" тројка, Лаза Пачу, Андра Николић и Стојан Протић. Протић је од почетка 20. века направио импресивну државничку каријеру. Он је непрекидно, све до послератног раскола у Радикалној странци (односно разлаза са Пашићем) на месту где се доносе најважније државне одлуке. Постао је министар унутрашњих дела крајем маја 1903. године и његова је велика заслуга што је у држави очуван ред, па Аустроугарска није имала повод да окупира српске пограничне крајеве. Од 29. маја 1903. до 16. маја 1905. био је министар унутрашњих дела у владама Јована Авакумовића, Саве Грујића и Николе Пашића и поново од 17. априла 1906. до 30. маја 1907. у Пашићевој влади. Од 11. фебруара 1909. до 8. маја 1912. био је министар финансија у концентрационој влади Стојана Новаковића и у две следеће владе Николе Пашића и Милована Миловановића, и истовремено заступник министра унутрашњих дела у Пашићевој влади од 12. септембра 1910. до 25. јуна 1911.
За министра унутрашњих дела поново је изабран од 30. августа 1912. до 22. новембра 1914. Министар финансија други пут је био од 10. јуна 1917. до 20. децембра 1918. и паралелно са тим био заступник министра иностраних дела од 3. новембра до 20. децембра 1918.

## У југословенској краљевини
После уједињења у Краљевину СХС Стојан Протић је од 20. децембра 1918. до 16. августа 1919. био председник прве владе Краљевине СХС. По страначком споразуму први председник владе Краљевине СХС је требало да буде Никола Пашић, али је регент Александар мандат дао Протићу, а Пашића послао као делегата на Париску мировну конференцију. Протићева влада је била коалициона влада састављена од политичара најважнијих странака, са Антоном Корошецом као потпредседником, Светозаром Прибићевићем као министром унутрашњих дела и Антом Трумбићем као министром иностраних дела. Протићеву прву владу обележиле су тешке социјално-економска ситуације и политичке борбе око државног уређења. Ова влада је покренула решавање питања земље које су припадале беговима у Босни и Херцеговини, дозволивши сељацима да обрађују беговску земљу и да плаћају најамни до коначног решења овог питања.
Пашић и Протић се велики део свог живота били блиски сарадници и пријатељи. За разлику од Пашића, Протић је био више окренут држави и њеним унутрашњим проблемима. Сматран је за мозак радикалне странке у питањима државног уређења и државне управе. Заступао је идеју децентрализације и широких самоуправа, рано увидевши све недостатке централистичке управе, у земљи коју су потресали међунационални неспоразуми, попут кобног сукоба са Хрватима.
Рад Протићеве владе су ометале политичке расправе, апстиненције посланика, опструкција и непостојање кворума који су реметили рад Привременог народног представништва. Протића је на месту председника владе заменио демократа Љубомир Давидовић. Протић је поново постављен за председника владе од 19. фебруара до 17. маја 1920. године. И другу Протићеву владу су обележили оштри сукоби владе и опозиције. Демократе и социјалдемократе су тражили одржавање избора за уставотворну скупштини, док су се радикали залагали за одлагање избора. Бојкот демократа и социјалдемократа је онемогућавао влади кворум у Привременом народном представништву, због чега је радикалска влада правила уступке хрватским и словеначким политичарима у погледу аутономије.
Са Народном радикалном странком се разишао око питања државног уређења Краљевине СХС и страначким схватањем националних интереса српске буржоазије. Због нацрта устава, у коме је предвиђао образовање самоуправних области, углавном у историјским границама, дошао је у сукоб са Пашићем и изгубио регентову подршку. У сукобу са Пашићем изгубио је свој утицај у странци. Основао је странку "Независних радикала" и покренуо лист Радикал 1921. године. Протић је бојкотовао рад Уставотворне скупштине и противио се подели краљевине на области и заступао политику компромиса и децентрализацију и поделу државе на девет историјских покрајина са законодавним и извршним функцијама. У држави оштро подељеној на федералисте и централисте, Протићев предлог је добио подршку само најближих сарадника, који ће због тога бити искључени из Радикалне странке. Протић на изборима није изабран ни за народног посланика у Крушевачком округу, у коме је деценијама биран огромном већином.
Стојан Протић је умро као пензионер, у свом стану у Кнез Михајловој улици (бр. 33) и сахрањен о државном трошку у Београду, крајем октобра 1923. године. У некрологу је о њему речено: "Умро је као и што је живео: непобеђен и поштен. Непобеђен, јер до последњег тренутка није полагао оружје иако га је војска (радикали) оставила. Поштен, јер је склопио очи као сиромах..." Подсећања ради, он је уз Лазу Пачуа био највећи српски финансијски стручњак оног времена. Иза њега су остали син др Милан Протић чиновник Народне банке и кћи Мица. Његов праунук је српски историчар, бивши градоначелник Београда и бивши дипломата Милан Ст. Протић.

## Популарна култура
У ТВ серији Александар од Југославије лик Стојана Протића тумачи глумац Феђа Стојановић.

## Одабрана дела
- О Македонији и Македонцима (1880)
- Албански проблем и Србија и Аустроугарска
- Срби и Бугари у Балканском рату
- Тајна конвенција између Србије и Аустроугарске